# Urophora korneyevi
Urophora korneyevi
 es una especie de insecto del género Urophora de la familia Tephritidae del orden Diptera. 
White lo describió científicamente por primera vez en el año 1999.